# Großensee (See)
Der Großensee ist ein im Kreis Stormarn (Schleswig-Holstein) zwischen den Gemeinden Großensee (Holstein) und Lütjensee gelegenes Gewässer, das naturräumlich zur sogenannten Stormarner Schweiz gehört.

## Beschreibung
Der See liegt im südlichen Stormarn (Schleswig-Holstein) ca. 10 km östlich von Hamburg in einer eiszeitlichen Senke und befindet sich seit den 1920er Jahren im Besitz der Freien und Hansestadt Hamburg. Er zählt zu den glazialen Rinnenseen, die sich in der Weichsel-Eiszeit überwiegend durch Schmelzwassererosion unter dem Eis gebildet haben. Seine Größe beträgt 0,73 km², seine Uferlinie 6,2 km. Vom zuständigen Landesministerium wird die größte Tiefe mit 16,4 m, die mittlere Tiefe mit 9,3 m, in der älteren Literatur jedoch 21,0 m, bzw. 12,0 m angegeben. In der südlichen Hälfte des Sees befindet sich eine 0,7 Hektar große bewaldete Insel.
Der Großensee speist sich hauptsächlich aus Grundwasserquellen und besitzt nur wenige, unbedeutende Bachzuflüsse. Sein oberirdisches Einzugsgebiet beträgt 8,28 km². Der See wurde ursprünglich an der Südspitze über die Kranbergbek zur Corbek und weiter zur Bille entwässert. Im Zusammenhang mit der früheren Trinkwassergewinnung wurde der Spiegel dieses Abflusses erhöht. Ergänzend wurde nördlich im Bereich Schleushörn ein künstlicher Durchstich zur Stenzenbek geschaffen, der in den 1990er Jahren baulich reguliert war. Dieser ist heute der Hauptabfluss und entwässert frei über den Mönch(s)teich und Stenzerteich zum (Trittauer) Mühlenbach, weiter zur Bille und Elbe. Nur bei hohem Wasserstand fließt noch ergänzend Wasser über die Kranbergbek ab. Eine zweijährige Wasserstandsmessung des Sees hatte eine Schwankungsbreite von 40 cm ergeben.
Das Gewässer ist kalk- und nährstoffarm und weist eine ungewöhnlich artenreiche Vegetation mit zahlreichen gefährdeten Unterwasserpflanzen (z. B. der Strandling (Littorella uniflora) oder das Schwimmende Froschkraut (Luronium natans)) auf. Die Wasserqualität wird als gut bis sehr gut bewertet.
Der Großensee ist von der Sportangler-Vereinigung Hamburg e. V. gepachtet und wird mit Hechten, Schleien und Karpfen besetzt. Darüber hinaus soll seit einigen Jahren gezielt ein Bestand an Maränen (Coregonus lavaretus) aufgebaut werden.
Das Ufer des Sees ist nur unvollständig zugänglich, da teilweise eine Bebauung mit Privathäusern, teilweise eine land- und wasserwirtschaftliche Nutzung besteht. Am südlichen Seeende befinden sich eine kostenpflichtige Badeanstalt und zwei gastronomische Betriebe, am nördlichen See-Ufer ein freier Badestrand. Es ist jedoch möglich, am östlichen See-Ufer entlang vom Südstrand in Großensee bis zum Nordstrand in Lütjensee zu wandern. An einigen Stellen weicht der Wanderweg aufgrund privater Grundstücke vom See-Ufer ab.

## Sonstiges
Der Großensee dient seit 1892 der Wandsbeker, seit 1928 auch der Hamburger Wasserversorgung (heute „Hamburg Wasser“). Ein gut 6 km langer, streckenweise uferferner Rundweg wird von Spaziergängern und Läufern genutzt. Unrühmlich bekannt wurde der Nordstrand am Himmelfahrtstag 2004 durch das sogenannte Bierkastenrennen, das auch in den Folgejahren zu größeren vorsorglichen Polizeieinsätzen führte.